# سيباستيان كورير
سيباستيان كورير (بالإنجليزية: Sebastian Currier)‏ هو ملحن أمريكي، ولد في 16 مارس 1959 في بروفيدنس في الولايات المتحدة.

## وصلات خارجية
- سيباستيان كورير على موقع ميوزك برينز (الإنجليزية)
- سيباستيان كورير على موقع ديسكوغز (الإنجليزية)